# Roger Giguère
Pour les articles homonymes, voir Giguère.
Roger Giguère était un comédien, marionnettiste et bruiteur québécois né le 22 novembre 1944 et mort le 28 août 2022 à Montréal.

## Biographie
Fils du comédien et bruiteur Marcel Giguère, Roger Giguère commence sa carrière en suivant les traces de son père. Il fait ses premières armes comme bruiteur à la radio montréalaise CKAC, avant de se diriger vers la télévision, où il devient bruiteur pour les émissions du Capitaine Bonhomme diffusées sur Télé-Métropole.
Entre 1967 et 1970, toujours à Télé-Métropole, il anime La Cabane à Midas, une émission où il crée la marionnette Midas, fidèle compagnon de l'Oncle Pierre, joué par Désiré Aerts. Par la suite, de 1970 à 1972, il poursuit l'aventure avec Midas et l'Oncle Pierre dans l'émission Chez le prof. Pierre.
De 1973 à 1977, Roger Giguère collabore aux séries pour enfants Patofville, Patof raconte et Patof voyage, aux côtés de Jacques Desrosiers. Il y donne naissance à la marionnette Boulik, ainsi qu’aux personnages du Général Itof et de Fafouin.
C'est en 1976 qu'il connaît un véritable succès avec la création de la marionnette Monsieur Tranquille (Lesley de son prénom) dans la série Patof voyage. L'année suivante, après le succès de la chanson Madame Thibault, Monsieur Tranquille devient l'animateur de ses propres émissions à Télé-Métropole.
Parallèlement, en 1977, Roger Giguère amorce une carrière de comédien et humoriste, notamment dans l’émission de variétés Les Tannants aux côtés de Pierre Marcotte et Shirley Théroux. Il joue également pendant de nombreuses années au Théâtre des Variétés de Montréal, aux côtés de Gilles Latulippe, et participe à plusieurs productions estivales dans divers théâtres d’été.
En 2010, il entame sa 13e saison au Théâtre d’été du Centre culturel de Drummondville,. Le 11 novembre 2010 de la même année, après plusieurs années d'absence à la télévision, il fait une apparition remarquée à l'émission Fidèles au poste, où il réincarne Monsieur Tranquille pour interpréter son succès Madame Thibault en direct.
Après le décès de son ami Gilles Latulippe le 23 septembre 2014, Roger Giguère révèle aux médias qu'il est lui aussi atteint d'un cancer du poumon depuis près de quatre ans.
Roger Giguère décède à Montréal dans la nuit du 27 au 28 août 2022.

## Filmographie

### Cinéma et séries télévisées
- 1963-1968 : Le Zoo du Capitaine Bonhomme (série télévisée) : bruiteur, Midas
- 1967-1970 : La Cabane à Midas (série télévisée) : Midas
- 1970-1972 : Chez le prof. Pierre (série télévisée) : Ephrem, Midas, Fafo et Jim la Varloppe
- 1970-1973 : Le cirque du Capitaine (série télévisée) : Midas, bruiteur
- 1973-1976 : Patofville (série télévisée) : Itof, Boulik, Fafouin, Midas
- 1975-1976 : Patof raconte (série télévisée) : Monsieur Tranquille (bruiteur)
- 1976-1977 : Patof voyage (série télévisée) : Fafouin, Monsieur Tranquille, Midas
- 1977-1978 : Monsieur Tranquille (série télévisée) : Monsieur Tranquille
- 1977-1981 : Les Tannants (série télévisée)
- 1978-1979 : Le Monde de Monsieur Tranquille (série télévisée) : Monsieur Tranquille
- 1992 : La postière : le maire
- 1993 : Au nom du père et du fils (série télévisée)
- 1994 : Le Sorcier (série télévisée)- suite de Au nom du père et du fils

### DVD
- 2011 Bonjour Patof (Musicor Produits Spéciaux).

## Discographie

### Albums
| Année | Album                                     | Étiquette          | Classement | Notes                                                             |
| ----- | ----------------------------------------- | ------------------ | ---------- | ----------------------------------------------------------------- |
| 1974  | Itof et la ville souterraine              | Campus             | —          | Album d'Itof                                                      |
| 1974  | L'histoire de Boulik                      | Campus             | —          | Album de Boulik                                                   |
| 1975  | Itof – Dans ma citrouille                 | Campus             | —          | Album d'Itof                                                      |
| 1977  | Monsieur Tranquille – Faut pas m'chercher | Les disques P.A.X. | N°3        | Album de Monsieur Tranquille; Disque d'or (50 000 copies vendues) |
| 1977  | Monsieur Tranquille – Superstar           | Les disques P.A.X. | —          | Album de Monsieur Tranquille                                      |

### Simples
| Année | Simple                                                                | Étiquette               | Classement | Notes |
| ----- | --------------------------------------------------------------------- | ----------------------- | ---------- | --- |
| 1969  | Manha mahna – Le cauchemar de Midas                                   | Trans-Canada            | —          | Simple de Midas |
| 1969  | Zoom bye bye (Dany Aubé et Midas) – Le manège                         | Trans-Canada            | N°12 —     | Simple de Dany Aubé |
| 1971  | Chi baba chi baba – Aba-daba-lune de miel                             | Trans-Canada            | —          | Simple de Midas et Midassette |
| 1974  | Le roi des espions – Je suis bon malgré tout                          | Campus                  | —          | Simple d'Itof |
| 1974  | Une vie de chien – Je n'aime pas les chats                            | Campus                  | —          | Simple de Boulik |
| 1976  | Faut pas me chercher (Monsieur Tranquille et Patof) – Mon ami Pierrot | Campus                  | —          | Simple de Patof |
| 1977  | Madame Thibault – Faut pas m'chercher                                 | Totem                   | N°1 —      | Simple de Monsieur Tranquille; Disque d'or (50 000 copies vendues)                                                                        |
| 1977  | Madame Thibault (version disco) – Madame Thibault (version disco)     | Les Disques P.A.X. inc. | —          | Simple de Monsieur Tranquille. 45 tours 12 po; Durée : 6:47; Tempo : 112 mesures par minute; Mixé par Mike Delaney au Studio Six Montréal |
| 1977  | Ma'm Thibault (version disco) – Ma'm Thibault (vocal)                 | Vogue                   | —          | Simple de Monsieur Tranquille. Pressage français, version disco courte (±3 min)                                                           |
| 1977  | Ma'm Thibault (version disco) – Dracula Disco (Gerry Bribosia)        | Vogue                   | —          | Simple de Monsieur Tranquille. Pressage français, 45 tours 12 po, promo hors commerce, « Mam' Thibault » version disco de 6 min 47 s      |
| 1977  | Ma'm Thibault (Tranquille) – Dracula Disco (Gerry Bribosia)           | Miracle                 | —          | Simple de Monsieur Tranquille. Pressage australien, 45 tours 12 po, « Mam' Thibault » version disco de 6 min 47 s                         |
| 1977  | Big bizou – Big bizou                                                 |                         | —          | |
| 1977  | Pepperoni (version 45 tours) – La chanson des martiens                | Totem                   | N°21 —     | Simple de Monsieur Tranquille |
| 1978  | Angelita – Quand le soleil reviendra                                  | TMPX                    | —          | |
| 1978  | Le monde de M. Tranquille – Il a réponse à tout                       | TMPX                    | —          | Simple de Monsieur Tranquille |
| 1980  | Gui-bou – La recette musicale                                         | CEL                     | N°8 —      | |
| 198?  | Un moment de détente Avec Marcel Giguère & Roger Giguère              | Zellers                 | —          | |

### Compilations
| Année | Albums                                                                     | Étiquette | Classement | Notes                        |
| ----- | -------------------------------------------------------------------------- | --------- | ---------- | ---------------------------- |
| 1979  | Les super grands succès de Mr Tranquille + ses trois nouvelles productions | Totem     | —          | Album de Monsieur Tranquille |

### Collaborations et performances en tant qu'artiste invité
| Année | Album                                                                                    | Collaborateur                      | Notes |
| ----- | ---------------------------------------------------------------------------------------- | ---------------------------------- | --- |
| 1968  | Grand-père Cailloux – Contes du samedi                                                   | André Cailloux                     | Roger Giguère participe à l'album en tant que bruiteur (Select, M-298.122) |
| 1968  | La cabane à Midas                                                                        | Désiré Aerts                       | Trans-Canada TC, TCA-114; réédition Trans-Canada - Royal, TCR 1071 |
| 1969  | La cabane à Midas – L'enlèvement de Midassette                                           | Désiré Aerts                       | Trans-Canada Maximum, TCM 945 |
| 1969  | Noël à la cabane à Midas                                                                 | Désiré Aerts                       | Trans-Canada, TCR-1079 |
| 1970  | Chez le prof. Pierre                                                                     | Désiré Aerts                       | (Top 50) Avec le prof. Pierre, Midas, Ephrem, Jim la Varloppe et Fafo (Trans-Canada, TCM 974). |
| 1970  | Dany Aubé                                                                                | Dany Aubé                          | Midas interprète « Zoom bye bye » avec Dany Aubé (Trans-Canada, TCM765) |
| 1972  | Patof en Russie                                                                          | Jacques Desrosiers                 | Roger Giguère participe à l'album en tant que bruiteur (Campus, PA 300) |
| 1972  | Patof chez les esquimaux                                                                 | Jacques Desrosiers                 | Roger Giguère participe à l'album en tant que bruiteur (Campus, PA 301) |
| 1972  | Patof chez les coupeurs de têtes                                                         | Jacques Desrosiers                 | Roger Giguère participe à l'album en tant que bruiteur (Campus, PA 302) |
| 1972  | Patof dans la baleine                                                                    | Jacques Desrosiers                 | Roger Giguère participe à l'album en tant que bruiteur (Campus, PA 303) |
| 1972  | Patof chez les petits hommes verts                                                       | Jacques Desrosiers                 | Roger Giguère participe à l'album en tant que bruiteur (Campus, PA 304) |
| 1972  | Patof chez les cowboys                                                                   | Jacques Desrosiers                 | Roger Giguère participe à l'album en tant que bruiteur (Campus, PA 305) |
| 1974  | Patof le roi des clowns                                                                  | Jacques Desrosiers                 | Roger Giguère participe à l'album en tant que bruiteur (Pantin, PTN 11904, Compilation) |
| 1976  | Super Patof                                                                              | Jacques Desrosiers                 | Monsieur Tranquille interprète « Faut pas me chercher » avec Patof (Campus, PA 49312) |
| 1976  | Patofville – Patof et ses amis                                                           | Artistes variés                    | TeeVee, Compilation |
| 1976  | Tut-Tut / Fafouin                                                                        | Denis Drouin                       | Campus |
| 1977  | 20 grands succès de Patof, Fafouin, Itof                                                 | Jacques Desrosiers                 | Télé-Métropole Inc., Compilation |
| 1977  | Les tannants – Pierre Marcotte, Shirley Théroux, Roger Giguère                           | Pierre Marcotte et Shirley Théroux | Bonanza, BTV-24 |
| 1977  | Pour les enfants - Volume 1                                                              | Artistes variés                    | Pantin, PTN 11907, Compilation |
| 1977  | Pour les enfants - Volume 2                                                              | Artistes variés                    | Pantin, PTN 11910, Compilation |
| 1999  | Dany Aubé - Ma casquette                                                                 | Dany Aubé                          | Midas interprète « Zoom bye bye » avec Dany Aubé (Trans-Canada, TCM765, Compilation) |
| 2014  | L'intégrale de trois albums – Patof chante Noël/Patof chez les esquimaux/Patof en Russie | Jacques Desrosiers                 | Bruiteur : Roger Giguère (Spectrum, 5257, Compilation) |
| 2022  | Patof, volume 2 — Patof et ses amis                                                      | Artistes variés                    | Monsieur Tranquille interprète « Faut pas me chercher » (avec Patof), « Madame Thibault », « Pepperoni » et « Les monstres »; Itof interprète « En pleine face », « Le roi des espions », « Je suis bon malgré tout » et « Pour tromper l'ennemi »; Boulik interprète « Je n'aime pas les chats » (Les Disques Mérite, compilation) |

### Palmarès reconstitués[4]

#### Chansons
Titre / Date / Meilleur rang atteint / Nbre de semaines au palmarès
- 1969 : Zoom bye bye (Dany Aubé) / 1969-11-29 / 12e position / 9 semaines au palmarès
- 1977 : Madame Thibault / 1977-01-29 / 1re position / 19 semaines au palmarès
- 1978 : Pepperoni / 1978-02-18 / 21e position / 3 semaines au palmarès
- 1980 : Gui-Bou / 1980-12-20 / 8e position / 13 semaines au palmarès

#### Album
Titre / Date / Meilleur rang atteint / Nbre de semaines au Top 30
- 1977 : Monsieur Tranquille – Faut pas m'chercher / 1977-03-05 / 3e position / 12 semaines au Top 30

## Récompenses
- 1977 : Disque d'or pour le simple Madame Thibault (50 000 copies vendues)[5]
- 1977 : Disque d'or pour l'album Monsieur Tranquille – Faut pas m'chercher (50 000 copies vendues)[6]